# Medowie

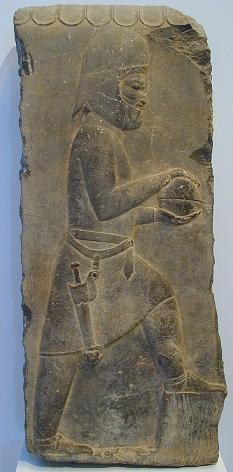
Żołnierz medyjski, relief z pałacu w Persepolis

Oś czasu zmian w okresie przed Achemenidami

Medowie – lud indoeuropejski zamieszkujący w starożytności północno-zachodni Iran. Według Herodota dzielili się na następujące plemiona: Busowie, Paretakenowie, Struchaci, Arizantowie, Budiowie, Magowie.
Pierwsza znana wzmianka o nich pochodzi z 834 r. p.n.e. ze źródeł asyryjskich, które mówiły o tym, że król asyryjski Salmanasar III w czasie kampanii prowadzonej przeciwko królowi Namri, przeszedł przez ziemie Madai czyli Medów. Ziemie te lokalizowane są w górach Zagros na wschód od Mezopotamii. 
Państwo medyjskie ze stolicą w Ekbatanie (dzisiejszy Hamadan) powstało w 700/699 r. p.n.e. Pierwszym królem został Dejokes "mąż rozumny", budowniczy pałacu, murów obronnych miasta i twórca dworskiej etykiety. Panował do 647/646 r. p.n.e. Po nim nastały rządy Fraortesa. Powodowany ambicją powiększenia terytorium państwa, podbił Persję i wspólnie z podległym mu ludem perskim wyruszył przeciwko Asyryjczykom. Wyprawa zakończyła się klęską wojsk medyjskich i śmiercią króla w 625/624 r. p.n.e.
Następcą Fraortesa został jego syn Kyaksares, najwaleczniejszy spośród władców medyjskich. Pragnął on pomścić śmierć ojca poprzez zniszczenie Niniwy, stolicy Asyrii. W tym celu zreorganizował armię i na czele jej licznych oddziałów wyruszył przeciwko Asyryjczykom. Pierwsze starcie zakończyło się zwycięstwem Medów, jednak nim doszło do oblężenia Niniwy, zostali oni zaatakowani przez armię scytyjską króla Madjasa. Media znalazła się pod panowaniem Scytów.
Kjaksares odzyskał władzę podstępem. Podczas uczty, którą wydał na cześć arystokracji scytyjskiej, w tym również króla Madjasa, nakazał upić zaproszonych a następnie zamordować.
Po ponownym objęciu rządów zawarł przymierze z Babilonią.
W 614 roku p.n.e. Medowie zdobyli Aszur. W 612 r. p.n.e. wspólnie z Babilonią przez 90 dni okresu letniego oblegali Niniwę. Miasto zostało splądrowane, bogate świątynie ograbione a imperium asyryjskie podzielone pomiędzy sprzymierzeńców.
Kjaksares podbił również krainę Manna, zniszczył królestwo Urartu oraz prowadził wojnę z królem Lidii Alyattesem, zakończoną rozejmem w 585 r. p.n.e. W rok po tym wydarzeniu zmarł.
Rządy po nim przejął Astyages. Odziedziczył po ojcu potężne imperium, jednak nie zdołał utrzymać pokojowych stosunków z Babilonią i szybko znalazł się z nią w stanie wojny. W 549 r. p.n.e. wnuk króla, Cyrus II na czele wojsk perskich wyruszył przeciwko armii swojego dziadka. Zwycięstwo Persów doprowadziło do upadku państwo Medów, którzy już nigdy nie odzyskali niezależności. Jednakowoż stanowili równouprawniony lud obok Persów w imperium.
Chociaż powszechnie uznaje się, że Medowie odegrali ważną rolę w historii starożytnego Bliskiego Wschodu, nie pozostawili po sobie żadnych pisemnych zapisów pozwalających na rekonstrukcję ich historii. Wiedza o Medach pochodzi jedynie ze źródeł zagranicznych, takich jak Asyryjczycy, Babilończycy, Ormianie i Grecy, a także z kilku irańskich stanowisk archeologicznych, które prawdopodobnie były przez nich zamieszkiwane. Relacje dotyczące Medów, o których wspomina Herodot, ukazują obraz potężnego ludu, który na początku VII wieku p.n.e. utworzył imperium, które przetrwało do lat 550. p.n.e., odegrał kluczową rolę w upadku Asyrii i konkurował z potężnymi królestwami Lidii i Babilonii. Państwo Medów wciąż trudno dostrzec w dokumentacji, co pozostawia wiele wątpliwości co do jego zasięgu. Niedawna ponowna ocena współczesnych źródeł z okresu medyjskiego zmieniła postrzeganie państwa medyjskiego przez uczonych, a niektórzy specjaliści sugerują nawet, że nigdy nie istniało potężne królestwo medyjskie. W każdym razie wydaje się, że po upadku ostatniego króla medyjskiego w starciu z perskim królem Cyrusem Wielkim, Media stała się ważną prowincją i była ceniona przez imperia, które kolejno ją zdominowały (Achemenidzi, Seleucydzi, Partowie i Sasanidzi).

## Medowie a Kurdowie
Wedle jednej z hipotez zakłada się, że potomkami Medów są Kurdowie.